# فالديكانياس دي تاجو
بلدية فالديكانياس دي تاجو (بالإسبانية: Valdecañas de Tajo)‏، هي بلدية تقع في مقاطعة قصرش والتي تقع في منطقة إكستريمادورا، غرب إسبانيا.
يبلغ عدد سكانها 230 نسمة وفقاً لإحصائية سنة (2002).